# Эффект Франца — Келдыша

Спектр межзонного поглощения света в электрическом поле. Слева показан полный спектр, справа — дифференциальный

Иллюстрация объяснения эффекта

Эффект Франца — Келдыша — явление изменения поглощения света полупроводником в электрическом поле, в частности появления поглощения на частотах, меньших ширины запрещённой зоны полупроводника.
Объяснение эффекта состоит в том, что в электрическом поле волновые функции квазичастиц уже не описываются более плоскими волнами, а описываются функциями Эйри и для них существует классически недоступная область пространства. Хвосты функций Эйри для электронов и дырок в классически недоступной области могут перекрываться даже для состояний с разницей энергий, меньшей ширины запрещённой зоны. При отсутствии поля зоны энергии квазипостоянны, с наложением электрического поля они искривляются, электрону легче перейти в зону проводимости. Область пересечения волновых функций квазичастиц определяет вероятность перехождения электрона.
Явление названо в честь немецкого физика Вальтера Франца и советского физика Леонида Келдыша, которые открыли его в 1957—1958 годах.